# Phibalapteryx virgata
Phibalapteryx virgata là một loài bướm đêm thuộc họ Geometridae. Nó được tìm thấy ở khắp châu Âu.

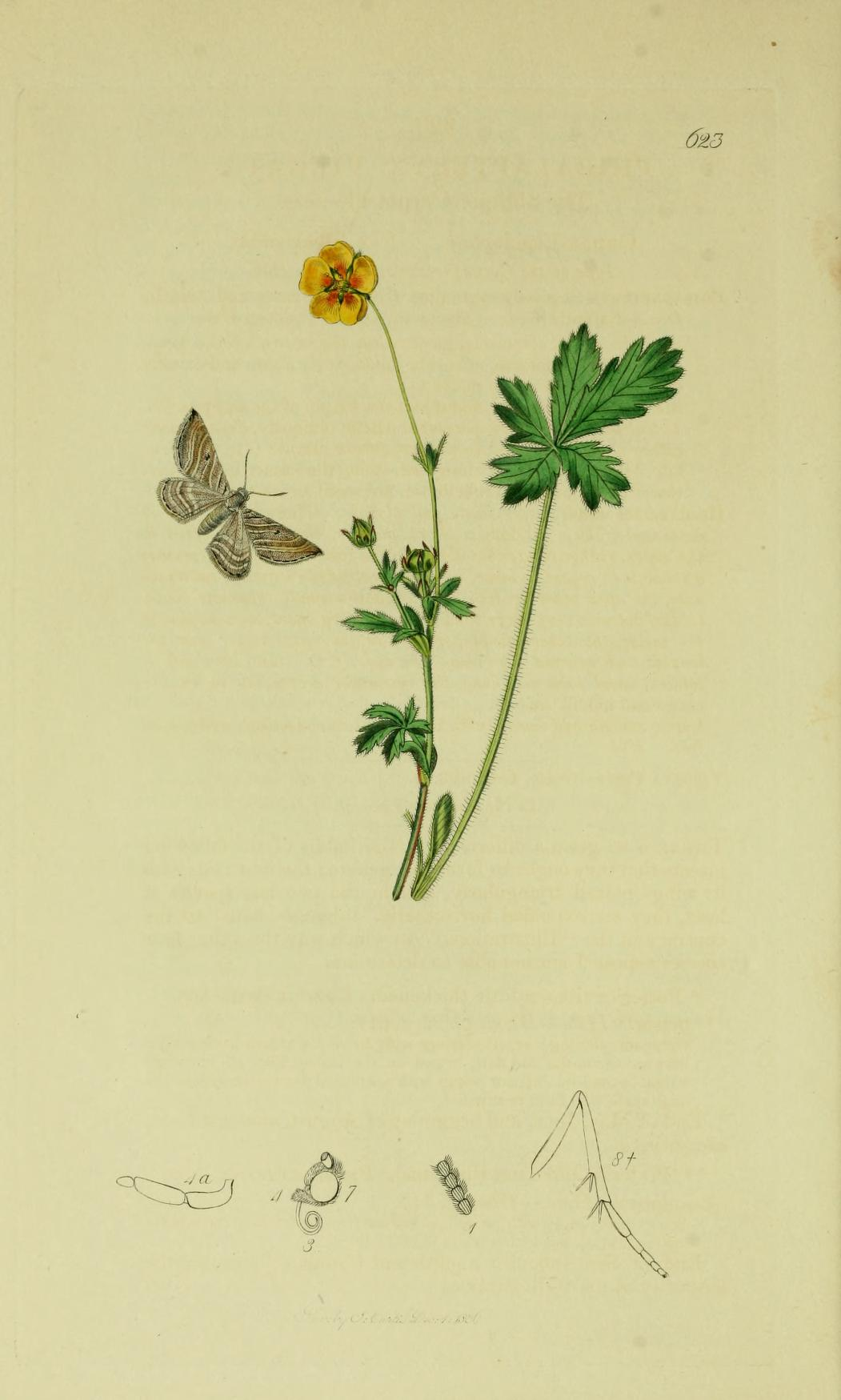
Minh họa từ John Curtis's British Entomology Volume 6

Chiều dài cánh trước là 22–25 mm. Loài bướm này giống với Orthonama vittata, nhưng có màu nhạt hơn. Con trưởng thành bay trong hai hoặc ba lứa từ tháng 4 đến tháng 9 .
Ấu trùng chủ yếu ăn Galium verum.

## Hình ảnh

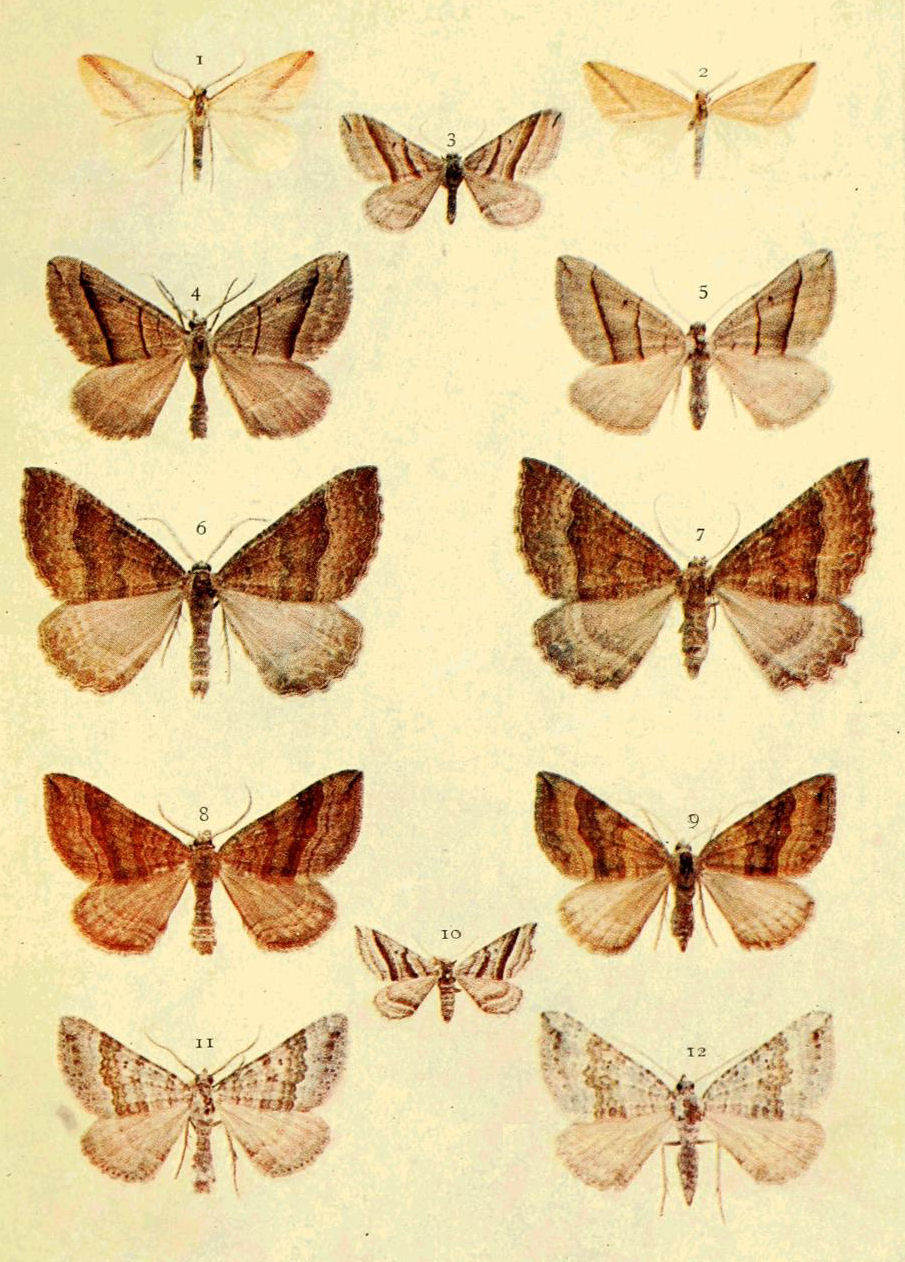
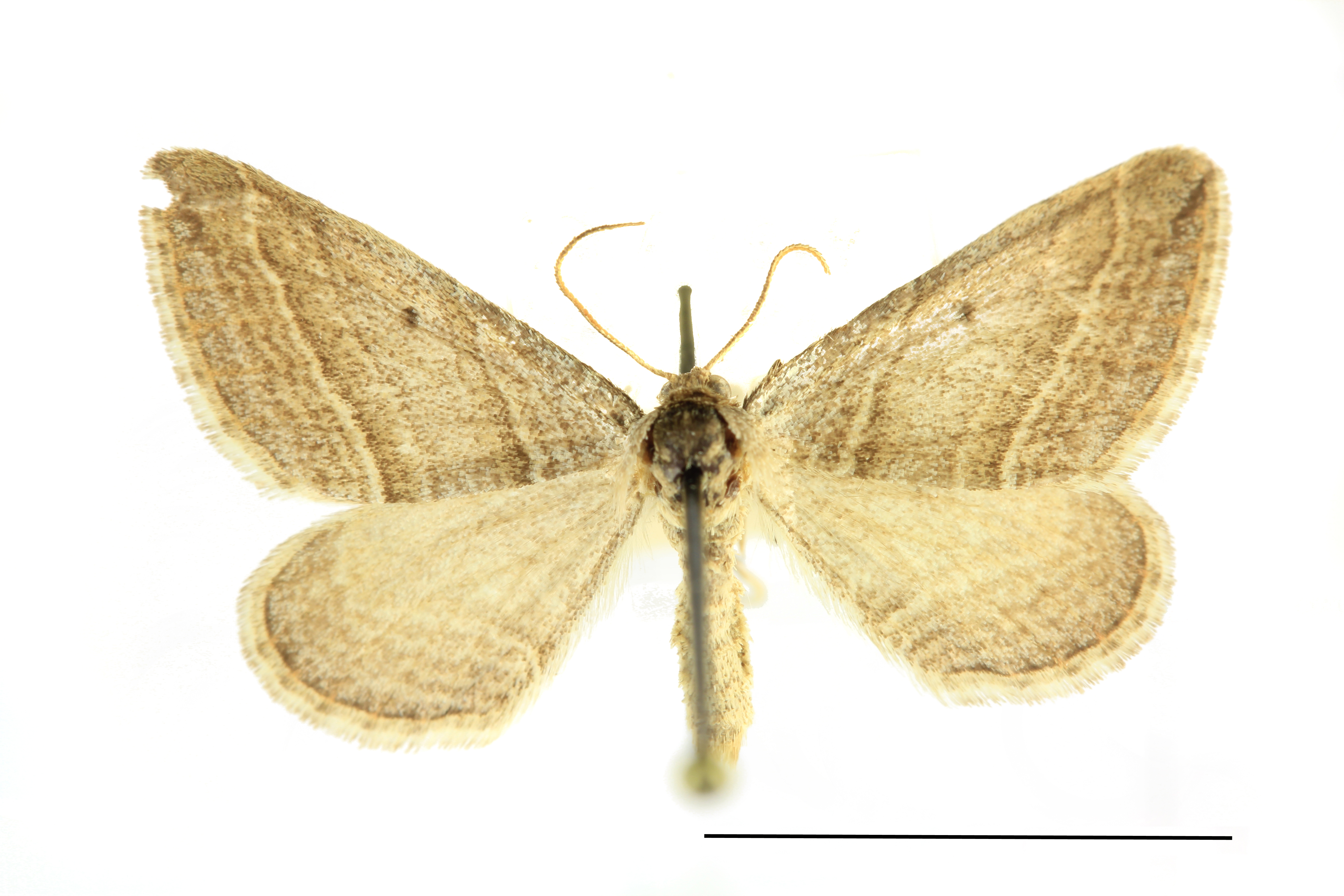